# 马赖 (安德尔-卢瓦尔省)
马赖（法語：Marray，法語發音：[maʁɛ] ⓘ）是法国安德尔-卢瓦尔省的一个市镇，位于该省北部，属于图尔区。

## 地理
马赖（47°37'16"N, 0°42'3"E）面积23.81 平方千米，位于法国中央-卢瓦尔河谷大区安德尔-卢瓦尔省，该省份为法国中西部省份，北起萨尔特省、东北接卢瓦-谢尔省，东南接安德尔省，南至维埃纳省，西临曼恩-卢瓦尔省。
与马赖接壤的市镇（或旧市镇、城区）包括：代姆河畔舍米耶、拉费里耶尔、莱塞米特、圣洛朗昂加蒂讷、博蒙-卢埃托。

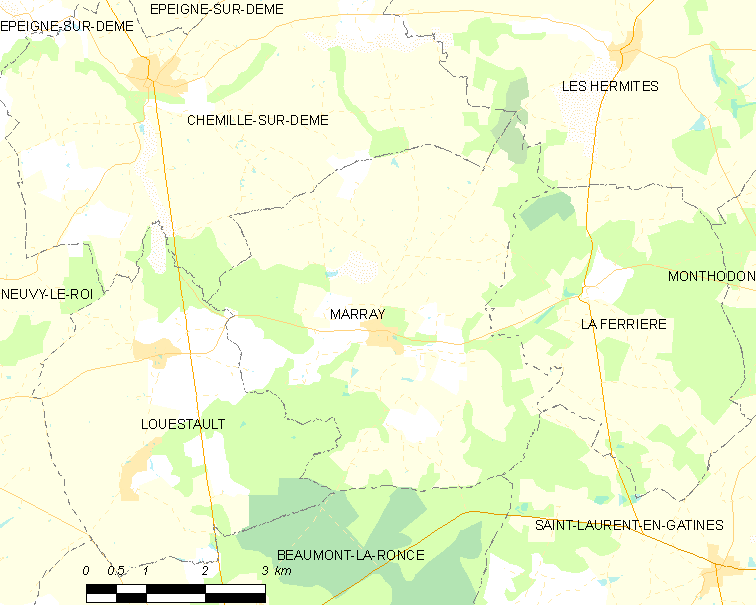
的OSM定位图

马赖的时区为UTC+01:00、UTC+02:00（夏令时）。

## 行政
马赖的邮政编码为37370，INSEE市镇编码为37149。

## 政治
马赖所属的省级选区为雷诺堡县。

## 人口

1962-2008年间人口变化图示

马赖于2022年1月1日时的人口数量为489人。